# 朱磐烒
寧惠王朱磐烒（1395年10月16日—1437年2月23日），明朝第一代寧王寧獻王朱權的嫡長子。

## 生平
洪武二十八年閏九月癸亥（1395年10月16日），朱磐烒出生。永樂二年（1404年），封寧世子。正统二年正月己酉（1437年2月23日），朱磐烒去世，享年四十三歲，諡號莊惠。
正統十四年（1449年），朱磐烒的嫡長子寧世孫朱奠培襲封寧王。後追封朱磐烒為寧王，改諡惠。

## 家庭

### 妻
- 妃俞氏，冊寧世子妃，正統十二年（1447年）卒[3]，生朱奠培

### 妾
- 夫人周氏，生朱奠墠[4]
- 夫人趙氏，生朱奠堵[5]
- 李氏，生朱奠壘[6]

### 子
- 嫡長子：寧靖王朱奠培
- 庶第二子：瑞昌恭僖王朱奠墠
- 庶第三子：樂安昭定王朱奠壘
- 庶第四子：石城恭靖王朱奠堵
- 庶第五子：弋陽榮莊王朱奠壏

### 女
- 長女：樂平郡主，儀賓嚴杰[7]
- 第三女：高安縣主→郡主，儀賓郭琦
- 第五女：德興郡主，儀賓戴英[8]

### 書目
- 《明史》

### 出處
1. ↑  《大明太祖高皇帝實錄卷之二百四十二》
2. ↑  《大明英宗睿皇帝实录卷之二十六》
3. ↑  《大明英宗睿皇帝实录卷之一百五十五》
4. ↑  《大明宪宗纯皇帝实录卷之一百六十二》
5. ↑  《大明宪宗纯皇帝实录卷之二百八十》
6. ↑  《大明孝宗敬皇帝实录卷之二十》
7. ↑  《大明英宗睿皇帝实录卷之二百三》
8. ↑  《大明英宗睿皇帝实录卷之二百二十七》